# Ozineus torquatus
Ozineus torquatus är en skalbaggsart som beskrevs av Bates 1881. Ozineus torquatus ingår i släktet Ozineus och familjen långhorningar.
Artens utbredningsområde är Guatemala. Inga underarter finns listade i Catalogue of Life.